# 中村信仁
中村 信仁（なかむら しんじ、1966年2月 - ）は、ビジネス書作家、日本の実業家、ラジオパーソナリティ。株式会社アイスブレイク代表取締役。

## 略歴
- 父和美（享年69）、母和子（享年74）の次男として1966年（昭和41年）北海道に生れる。

貧しかった幼少期より新聞配達、草刈り、砂利運びなどのアルバイトで家計を助け、高校生では喫茶店の厨房でカレーやミートソースの仕込み、玉ねぎの皮むき、鍋洗いなどをしてそのアルバイト代で学費を払い高校3年間を過ごす。
- 両親の訓え

「貧しいということは恥ではない、それを馬鹿にする者こそ卑しいのだ」と育てられた。
今も「お金」というものへのこだわりが薄く、「給料やギャラを高いとか安いと愚痴る前に、その金額に見合う仕事をしているか自分を見つめるべき」というのが口癖。（月刊致知473号48ページより参照）
- 憧れ

17歳の頃、みのや雅彦に憧れ、札幌菊水にあったライブハウス「ふぉーく村」で毎週土曜日夜、当時の看板シンガー「山口 公」の前座としてレギュラーステージを演じ店が閉店（廃業）するまで歌い続ける。
- 1984年　北海道札幌南陵高等学校卒業
- 1984年　エンサイクロペディア・ブリタニカ・インターナショナル・ジャパン入社
- 1988年　エンサイクロペディア・ブリタニカ・インターナショナル・ジャパン退社
- 1988年　株式会社エムアンドジー設立（本社／東京都中野区）
- 1995年　本社移転（北海道札幌市）
- 2007年　永業塾主宰

全国各地で「永業塾」という勉強会を主宰、「営業に、売る技術は存在するが、心が技術を越えない限り、その技術は生かされない」と言い続けている営業プロデューサーである。
- 2010年　株式会社アイスブレイク設立（本社／札幌）
- 2013年　STVラジオオハヨー!ほっかいどう9月まで月曜日・火曜日担当パーソナリティ。10月より木曜日・金曜日担当に改編。
- 2015年　9月STVラジオ降板
- 2016年　9月FMアップル（北海道）－「木曜アップル 中村信仁でナイト」毎週木曜日18時～3時間生放送スタート
- 2019年　4月STVラジオ（北海道）－ 「中村信仁の人生繁盛」スタート（毎週月曜日朝6時18分前後。オハヨーほっかいどう内コーナーとして）

## 出演番組
- 中村信仁のオハヨー!ほっかいどう（STVラジオ）
- せんちゃん・もなみのぞっこんスポーツ&ミュージック（STVラジオ）
- ときめきワイド（STVラジオ）
- 中村信仁でナイト（FMアップル）

## 著書
- 営業の魔法 この魔法を手にした者は必ず成功する（ビーコミュニケーションズ 2007年）ISBN 9784902969511
- 仕事の魔法（ビーコミュニケーションズ 2008年）ISBN 9784902969818
- 営業の大原則 売れちゃった営業の秘密（HS 2009年）ISBN 9784903707112
- 営業という生き方（HS 2009年）ISBN 9784903707129
- 営業の神さま（HS 2011年）ISBN 9784864089265
- 図解 営業成績が上がる「一冊一顧客」ノート術（PHP研究所 2012年）ISBN 9784569804224
- 営業の魔法～勇気の言葉（角川フォレスタ 2012年）ISBN 4046537922
- 営業の魔法 オーディオブック （パンローリング 2012年）
- 営業の意味（HS 2015年）
- 営業の智慧（HS 2016年）